# Thérouldeville
Thérouldeville ist eine französische Gemeinde mit 672 Einwohnern (Stand: 1. Januar 2022) im Département Seine-Maritime in der Region Normandie (vor 2016 Haute-Normandie). Sie gehört zum Arrondissement Le Havre und zum Kanton Fécamp (bis 2015 Valmont).

## Geographie
Thérouldeville liegt im Pays de Caux etwa 45 Kilometer ostnordöstlich von Le Havre und etwa zehn Kilometer südlich der Alabasterküste zum Ärmelkanal. Umgeben wird Thérouldeville von den Nachbargemeinden Angerville-la-Martel im Norden und Westen, Theuville-aux-Maillots im Osten sowie Valmont im Süden.

## Bevölkerungsentwicklung
| Jahr                      | 1962 | 1968 | 1975 | 1982 | 1990 | 1999 | 2006 | 2013 |
| Einwohner                 | 386  | 360  | 292  | 340  | 423  | 457  | 513  | 665  |
| Quelle: Cassini und INSEE |      |      |      |      |      |      |      |      |

## Sehenswürdigkeiten
- Kirche Saint-Pierre-et-Saint-Paul